# Danh sách cầu thủ tham dự Giải vô địch bóng đá nữ U-20 thế giới 2008
Dưới đây là danh sách cầu thủ tham dự Giải vô địch bóng đá nữ U-20 thế giới 2008 tổ chức tại Chile.

## Bảng A

### Anh
| Số              | Tên                | Ngày sinh            | Câu lạc bộ               |
| Thủ môn         | Thủ môn            | Thủ môn              | Thủ môn                  |
| --------------- | ------------------ | -------------------- | ------------------------ |
| 01              | Rebecca Spencer    | 22 tháng 2 năm 1991  | Arsenal L.F.C.           |
| 13              | Ashley Baker       | 15 tháng 3 năm 1990  | Đại học Georgia (Hoa Kỳ) |
| 21              | Helen Alderson     | 5 tháng 7 năm 1989   | Sunderland A.F.C. Ladies |
| Hậu vệ          |                    |                      |                          |
| 02              | Stephanie Houghton | 23 tháng 4 năm 1988  | Leeds Carnegie L.F.C.    |
| 03              | Claire Rafferty    | 11 tháng 1 năm 1989  | Chelsea L.F.C.           |
| 05              | Fern Whelan        | 5 tháng 12 năm 1988  | Chelsea L.F.C.           |
| 06              | Sophie Bradley     | 20 tháng 10 năm 1989 | Leeds Carnegie L.F.C.    |
| 12              | Chelsea Weston     | 27 tháng 1 năm 1990  | Doncaster Rovers Belles  |
| 15              | Gilly Flaherty     | 24 tháng 8 năm 1991  | Arsenal L.F.C.           |
| 16              | Kerys Harrop       | 3 tháng 12 năm 1990  | Birmingham L.F.C.        |
| Tiền vệ         |                    |                      |                          |
| 04              | Danielle Buet      | 31 tháng 10 năm 1988 | Chelsea L.F.C.           |
| 08              | Remi Allen         | 15 tháng 10 năm 1990 | Leicester L.F.C.         |
| 10              | Rachel Williams    | 10 tháng 1 năm 1988  | Doncaster Rovers Belles  |
| 14              | Brooke Chaplen     | 16 tháng 4 năm 1989  | Chelsea L.F.C.           |
| 18              | Michelle Hinnigan  | 12 tháng 1 năm 1990  | Everton L.F.C.           |
| 19              | Sophie Walton      | 7 tháng 11 năm 1989  | Leeds Carnegie L.F.C.    |
| Tiền đạo        |                    |                      |                          |
| 07              | Toni Duggan        | 25 tháng 7 năm 1991  | Everton L.F.C.           |
| 09              | Natasha Dowie      | 5 tháng 5 năm 1989   | Everton L.F.C.           |
| 11              | Jessica Clarke     | 9 tháng 5 năm 1988   | Leeds Carnegie L.F.C.    |
| 17              | Rebecca Hall       | 9 tháng 5 năm 1988   | Birmingham L.F.C.        |
| 20              | Jade Moore         | 22 tháng 10 năm 1990 | Leeds Carnegie L.F.C.    |
| Huấn luyện viên |                    |                      |                          |
|                 | Mo Marley          | 31 tháng 1 năm 1967  |                          |

### Chile
| Số              | Tên                | Ngày sinh            | Câu lạc bộ       |
| Thủ môn         | Thủ môn            | Thủ môn              | Thủ môn          |
| --------------- | ------------------ | -------------------- | ---------------- |
| 01              | Romina Parraguirre | 22 tháng 9 năm 1990  | Colo-Colo        |
| 07              | Christiane Endler  | 23 tháng 7 năm 1991  | Unión La Calera  |
| 12              | Karla Ureta        | 12 tháng 1 năm 1989  | Santiago Morning |
| Hậu vệ          |                    |                      |                  |
| 02              | Valentina Lefort   | 20 tháng 1 năm 1988  | Đại học Chile    |
| 03              | Javiera Guajardo   | 26 tháng 9 năm 1989  | Đại học Chile    |
| 04              | Cyntia Aguilar     | 22 tháng 11 năm 1989 | Colo-Colo        |
| 05              | Tatiana Pérez      | 23 tháng 10 năm 1988 | Santiago Morning |
| 15              | Juanita Peña       | 25 tháng 8 năm 1989  | Santiago Morning |
| 17              | Geraldine Leyton   | 11 tháng 5 năm 1989  | Santiago Morning |
| Tiền vệ         |                    |                      |                  |
| 06              | Pamela Coihuín     | 20 tháng 5 năm 1990  | Colo-Colo        |
| 08              | Karen Araya        | 16 tháng 10 năm 1990 | Unión La Calera  |
| 13              | Dominique Hisis    | 17 tháng 4 năm 1990  | Colo-Colo        |
| 14              | Daniela Pardo      | 9 tháng 5 năm 1988   | Unión La Calera  |
| 16              | Maria Mardones     | 24 tháng 3 năm 1989  | Unión La Calera  |
| 18              | Daniela Fuenzalida | 16 tháng 12 năm 1990 | Santiago Morning |
| 20              | Carol Negrón       | 25 tháng 9 năm 1989  | Đại học Chile    |
| 21              | Valeska Baigorrí   | 25 tháng 8 năm 1989  | Santiago Morning |
| Tiền đạo        |                    |                      |                  |
| 09              | Nathalie Quezada   | 21 tháng 1 năm 1989  | Unión La Calera  |
| 10              | Maryorie Hernández | 20 tháng 3 năm 1990  | Đại học Chile    |
| 11              | Daniela Zamora     | 13 tháng 11 năm 1990 | Unión La Calera  |
| 19              | Andrea Zúniga      | 24 tháng 1 năm 1989  | Santiago Morning |
| Huấn luyện viên |                    |                      |                  |
|                 | Marta Tejedor      |                      |                  |

### New Zealand
| Số              | Tên                 | Ngày sinh            | Câu lạc bộ              |
| Thủ môn         | Thủ môn             | Thủ môn              | Thủ môn                 |
| --------------- | ------------------- | -------------------- | ----------------------- |
| 01              | Charlotte Wood      | 5 tháng 11 năm 1991  | Three Kings United      |
| 13              | Victoria Esson      | 6 tháng 3 năm 1991   | Coastal Spirit FC       |
| 20              | Rebekah Brook       | 19 tháng 5 năm 1989  | Northern AFC            |
| Hậu vệ          |                     |                      |                         |
| 03              | Anna Green          | 20 tháng 8 năm 1990  | Three Kings United      |
| 05              | Bridgette Armstrong | 9 tháng 11 năm 1992  | Glenfield Rovers        |
| 06              | Abby Erceg          | 20 tháng 11 năm 1989 | Western Springs AFC     |
| 07              | Ria Percival        | 7 tháng 12 năm 1989  | F.C. Indiana (Hoa Kỳ)   |
| 15              | Elizabeth Milne     | 11 tháng 12 năm 1990 | Western Springs AFC     |
| 16              | Briony Fisher       | 22 tháng 8 năm 1991  | Western Springs AFC     |
| 17              | Nicole Stratford    | 1 tháng 2 năm 1989   | Three Kings United      |
| Tiền vệ         |                     |                      |                         |
| 02              | Caitlin Campbell    | 2 tháng 2 năm 1991   | Glenfield Rovers        |
| 04              | Katie Hoyle         | 1 tháng 2 năm 1988   | Lynn-Avon United A.F.C. |
| 08              | Betsy Hassett       | 4 tháng 8 năm 1990   | Three Kings United      |
| 10              | Annalie Longo       | 1 tháng 7 năm 1991   | Three Kings United      |
| 12              | Chelsey Wood        | 23 tháng 1 năm 1990  | Western Springs AFC     |
| 18              | Grace Vincent       | 15 tháng 3 năm 1988  | Western Springs AFC     |
| 20              | Rosie White         | 6 tháng 1 năm 1993   | Western Springs AFC     |
| Tiền đạo        |                     |                      |                         |
| 09              | Renee Leota         | 16 tháng 5 năm 1990  | Miramar Rangers AFC     |
| 11              | Hannah Wall         | 3 tháng 5 năm 1991   | Western Springs AFC     |
| 14              | Merissa Smith       | 11 tháng 11 năm 1990 | Three Kings United      |
| 19              | Sarah McLaughlin    | 3 tháng 1 năm 1991   | Claudeland Rovers       |
| Huấn luyện viên |                     |                      |                         |
|                 | John Herdman        |                      |                         |

### Nigeria
| Số              | Tên               | Ngày sinh            | Câu lạc bộ                    |
| Thủ môn         | Thủ môn           | Thủ môn              | Thủ môn                       |
| --------------- | ----------------- | -------------------- | ----------------------------- |
| 01              | Marbel Egwuenu    | 15 tháng 12 năm 1991 | Delta Queens F.C.             |
| 12              | Charity John      | 28 tháng 11 năm 1991 | Rivers Angels F.C.            |
| 21              | Onyekachi Mbalisi | 6 tháng 12 năm 1990  | Delta Queens F.C.             |
| Hậu vệ          |                   |                      |                               |
| 02              | Margaret Dike     | 21 tháng 11 năm 1991 | Nasarawa Amazons              |
| 05              | Esther Eno Edem   | 7 tháng 5 năm 1989   | Nasarawa Amazons              |
| 06              | Esther Michael    | 16 tháng 11 năm 1992 | Nasarawa Amazons              |
| 15              | Joy Jegede        | 16 tháng 12 năm 1991 | Delta Queens F.C.             |
| 16              | Ulunma Jerome     | 11 tháng 4 năm 1988  | Rivers Angels F.C.            |
| 17              | Helen Ukaonu      | 17 tháng 5 năm 1991  | Delta Queens F.C.             |
| Tiền vệ         |                   |                      |                               |
| 03              | Glory Iroka       | 3 tháng 1 năm 1990   | Rivers Angels F.C.            |
| 10              | Rita Chikwelu     | 6 tháng 3 năm 1988   | United Pietarsaari (Phần Lan) |
| 18              | Rebecca Kalu      | 12 tháng 1 năm 1990  | Delta Queens F.C.             |
| 19              | Esther Victor     | 12 tháng 7 năm 1991  | Makwada Queens                |
| Tiền đạo        |                   |                      |                               |
| 04              | Chioma Nwabueze   | 14 tháng 1 năm 1990  | Delta Queens F.C.             |
| 07              | Tawa Ishola       | 23 tháng 12 năm 1988 | Bayelsa Queens F.C.           |
| 08              | Ebere Orji        | 23 tháng 12 năm 1992 | Bayelsa Queens F.C.           |
| 09              | Ogonna Chukwudi   | 14 tháng 9 năm 1988  | Nasarawa Amazons              |
| 11              | Bukola Saheed     | 30 tháng 1 năm 1989  | Pelican Stars                 |
| 13              | Sarah Michael     | 22 tháng 7 năm 1990  | Delta Queens F.C.             |
| 14              | Faustina Ugwuadu  | 28 tháng 7 năm 1989  | Delta Queens F.C.             |
| 20              | Chidinma Anoruo   | 28 tháng 5 năm 1989  | Bayelsa Queens F.C.           |
| Huấn luyện viên |                   |                      |                               |
|                 | Daniel Evumena    |                      |                               |

## Bảng B

### Argentina
| Số              | Tên                 | Ngày sinh            | Câu lạc bộ    |
| Thủ môn         | Thủ môn             | Thủ môn              | Thủ môn       |
| --------------- | ------------------- | -------------------- | ------------- |
| 01              | Guadalupe Calello   | 13 tháng 4 năm 1990  | River Plate   |
| 12              | Carolina Velek      | 25 tháng 10 năm 1988 | AFA           |
| 21              | Brenda Reyes        | 1 tháng 5 năm 1991   | San Lorenzo   |
| Hậu vệ          |                     |                      |               |
| 02              | Gabriela Chávez     | 9 tháng 4 năm 1989   | Independiente |
| 04              | Yanina Hernández    | 4 tháng 5 năm 1992   | Boca Juniors  |
| 06              | Daiana Cardone      | 1 tháng 1 năm 1989   | Independiente |
| 13              | Jessica Rodríguez   | 26 tháng 8 năm 1991  | AFA           |
| 14              | Virginia Gómez      | 26 tháng 2 năm 1991  | AFA           |
| 16              | Gabriela López      | 13 tháng 1 năm 1989  | River Plate   |
| Tiền vệ         |                     |                      |               |
| 03              | Noella Espindola    | 6 tháng 4 năm 1992   | San Lorenzo   |
| 05              | Emilia Mendieta     | 4 tháng 2 năm 1988   | River Plate   |
| 09              | Joanna Bracamonte   | 21 tháng 1 năm 1989  | Independiente |
| 11              | Florencia Mandrile  | 10 tháng 2 năm 1988  | San Lorenzo   |
| 15              | Vanesa Santana      | 3 tháng 9 năm 1990   | River Plate   |
| 18              | Carina Nunez        | 11 tháng 1 năm 1991  | San Lorenzo   |
| 19              | Mariana Larroquette | 24 tháng 10 năm 1992 | AFA           |
| 20              | Maria Penalva       | 12 tháng 7 năm 1990  | AFA           |
| Tiền đạo        |                     |                      |               |
| 07              | Victoria Bedini     | 1 tháng 8 năm 1990   | Boca Juniors  |
| 08              | Florencia Jaimes    | 20 tháng 1 năm 1989  | Boca Juniors  |
| 10              | María Belén Potassa | 12 tháng 12 năm 1988 | San Lorenzo   |
| 17              | Florencia Ferrero   | 5 tháng 3 năm 1989   | Independiente |
| Huấn luyện viên |                     |                      |               |
|                 | Kawakami Yasushi    |                      |               |

### Hoa Kỳ
| Số              | Tên                 | Ngày sinh           | Câu lạc bộ           |
| Thủ môn         | Thủ môn             | Thủ môn             | Thủ môn              |
| --------------- | ------------------- | ------------------- | -------------------- |
| 01              | Alyssa Naeher       | 20 tháng 4 năm 1988 | Penn State           |
| 18              | Chantel Jones       | 20 tháng 7 năm 1988 | Virginia             |
| 21              | Cat Parkhill        | 27 tháng 5 năm 1990 | Minnesota            |
| Hậu vệ          |                     |                     |                      |
| 02              | Kaley Fountain      | 6 tháng 12 năm 1991 | Wake Forest          |
| 03              | Meghan Klingenberg  | 2 tháng 8 năm 1988  | Bắc Carolina         |
| 04              | Liz Harkin          | 23 tháng 3 năm 1988 | Arizona State        |
| 05              | Kiersten Dallstream | 5 tháng 3 năm 1988  | Washington State     |
| 06              | Elli Reed           | 10 tháng 8 năm 1989 | Portland             |
| 15              | Lauren Fowlkes      | 6 tháng 7 năm 1988  | Đại học Notre Dame   |
| 17              | Nikki Marshall      | 6 tháng 2 năm 1988  | Colorado             |
| Tiền vệ         |                     |                     |                      |
| 08              | Becky Edwards       | 22 tháng 5 năm 1988 | Florida State        |
| 09              | Gina DiMartino      | 31 tháng 7 năm 1988 | Boston College       |
| 11              | Christine Nairn     | 25 tháng 9 năm 1990 | Penn State           |
| 12              | Ingrid Wells        | 29 tháng 3 năm 1989 | Georgetown           |
| 14              | Keelin Winters      | 9 tháng 12 năm 1988 | Portland             |
| Tiền đạo        |                     |                     |                      |
| 07              | Alyssa Mautz        | 27 tháng 7 năm 1989 | Texas A & M          |
| 10              | Michelle Enyeart    | 27 tháng 1 năm 1988 | Portland             |
| 13              | Alex Morgan         | 2 tháng 7 năm 1989  | UC Berkeley          |
| 16              | Nikki Washington    | 1 tháng 8 năm 1988  | Đại học Bắc Carolina |
| 19              | Sydney Leroux       | 7 tháng 5 năm 1990  | UCLA                 |
| Huấn luyện viên |                     |                     |                      |
|                 | Tony DiCicco        | 5 tháng 8 năm 1948  |                      |

### Pháp
| Số              | Tên                | Ngày sinh            | Câu lạc bộ                    |
| Thủ môn         | Thủ môn            | Thủ môn              | Thủ môn                       |
| --------------- | ------------------ | -------------------- | ----------------------------- |
| 01              | Méline Gérard      | 30 tháng 5 năm 1990  | AS Montigny-le-Bretonneux     |
| 16              | Karima Benameur    | 13 tháng 4 năm 1989  | RC Saint-Étienne              |
| 21              | Allison Branger    | 19 tháng 11 năm 1988 | US Gravelines                 |
| Hậu vệ          |                    |                      |                               |
| 02              | Gwenaëlle Butel    | 9 tháng 1 năm 1989   | Juvisy FCF                    |
| 03              | Emilie Gonssollin  | 22 tháng 8 năm 1988  | Yzeure Nord Allier            |
| 04              | Wendie Renard      | 20 tháng 7 năm 1990  | Olympique Lyonnais            |
| 05              | Laura Agard        | 26 tháng 7 năm 1989  | Montpellier HSC               |
| 12              | Livia Jean         | 24 tháng 7 năm 1988  | Stade Saint-Brieuc            |
| 13              | Delphine Chatelin  | 17 tháng 5 năm 1988  | Toulouse FC                   |
| Tiền vệ         |                    |                      |                               |
| 06              | Charlotte Bilbault | 5 tháng 1 năm 1990   | ASJ Soyaux                    |
| 08              | Mélissa Plaza      | 28 tháng 7 năm 1988  | ESOF La Roche                 |
| 14              | Ludivine Bultel    | 7 tháng 7 năm 1989   | FCF Hénin-Beaumont            |
| 15              | Kheira Hamraoui    | 13 tháng 1 năm 1990  | RC Saint-Étienne              |
| 17              | Nora Coton Pelagie | 22 tháng 4 năm 1988  | Paris Saint-Germain Féminines |
| 18              | Marine Pervier     | 1 tháng 2 năm 1990   | Montpellier HSC               |
| 19              | Alix Faye Chellali | 8 tháng 8 năm 1988   | Olympique Lyon                |
| Tiền đạo        |                    |                      |                               |
| 07              | Charlotte Lozè     | 11 tháng 1 năm 1988  | Montpellier HSC               |
| 09              | Marie-Laure Delie  | 29 tháng 1 năm 1988  | Montpellier HSC               |
| 10              | Eugénie Le Sommer  | 18 tháng 5 năm 1989  | Stade Saint-Brieuc            |
| 11              | Julie Machart      | 18 tháng 4 năm 1989  | US Gravelines                 |
| 20              | Fanny Tenret       | 11 tháng 3 năm 1990  | Toulouse FC                   |
| Huấn luyện viên |                    |                      |                               |
|                 | Stéphane Pilard    | 12 tháng 3 năm 1969  |                               |

### Trung Quốc
| Số              | Tên               | Ngày sinh            | Câu lạc bộ            |
| Thủ môn         | Thủ môn           | Thủ môn              | Thủ môn               |
| --------------- | ----------------- | -------------------- | --------------------- |
| 01              | Trì Hiểu Tuệ      | 2 tháng 9 năm 1989   | Sơn Đông Lỗ Nặng      |
| 20              | Trương Việt       | 30 tháng 9 năm 1990  | Bắc Kinh Thành Kiến   |
| 21              | Vương Thi Mông    | 5 tháng 12 năm 1990  | Thiên Tân Hối Sâm     |
| Hậu vệ          |                   |                      |                       |
| 02              | Uông Linh Linh    | 16 tháng 1 năm 1988  | Bắc Kinh Thành Kiến   |
| 03              | Lý Đan Dương      | 8 tháng 4 năm 1990   | Liêu Ninh Hoành Vận   |
| 04              | Nguyễn Tiểu Thanh | 14 tháng 5 năm 1988  | Giang Tô Hoa Thái     |
| 05              | Ông Tân Chi       | 15 tháng 1 năm 1988  | Giang Tô Hoa Thái     |
| 16              | Tăng Tú Lan       | 18 tháng 1 năm 1990  | Quảng Châu Y Dược     |
| 18              | Bàng Phong Nguyệt | 19 tháng 1 năm 1989  | Liêu Ninh Hoành Vận   |
| Tiền vệ         |                   |                      |                       |
| 06              | Trương Duệ        | 17 tháng 1 năm 1989  | Câu lạc bộ Quân đội   |
| 07              | Tứ Văn Giai       | 20 tháng 10 năm 1989 | Thượng Hải Thượng Thị |
| 10              | Lâu Giai Huệ      | 26 tháng 5 năm 1991  | Hà Nam Kiến Nghiệp    |
| 13              | Lý Đông Na        | 6 tháng 12 năm 1988  | Thiên Tân Hối Sâm     |
| 15              | Khúc San San      | 18 tháng 7 năm 1990  | Bắc Kinh Thành Kiến   |
| 17              | Lưu Thụ Khôn      | 16 tháng 1 năm 1989  | Thượng Hải Thượng Thị |
| 19              | Mao Ái Hồng       | 6 tháng 10 năm 1989  | Bắc Kinh Thành Kiến   |
| Tiền đạo        |                   |                      |                       |
| 08              | Châu Vi           | 20 tháng 8 năm 1988  | Giang Tô Hoa Thái     |
| 09              | Cổ Nhã Sa         | 28 tháng 11 năm 1990 | Bắc Kinh Thành Kiến   |
| 11              | Lý Lâm            | 3 tháng 4 năm 1988   | Đại Liên Hải Xương    |
| 12              | Lý Văn            | 21 tháng 2 năm 1989  | Liêu Ninh Hoành Vận   |
| 14              | Từ Diễm Phần      | 15 tháng 5 năm 1988  | Bắc Kinh Thành Kiến   |
| Huấn luyện viên |                   |                      |                       |
|                 | Trương Quý Lai    |                      |                       |

## Bảng C

### CHDC Congo
| Số              | Tên                     | Ngày sinh            | Câu lạc bộ      |
| Thủ môn         | Thủ môn                 | Thủ môn              | Thủ môn         |
| --------------- | ----------------------- | -------------------- | --------------- |
| 01              | Laurette Kondolo        | 23 tháng 12 năm 1990 | Grand Hotel     |
| 16              | Mamie Buazo             | 24 tháng 12 năm 1988 | Grand Hotel     |
| 20              | Fideline Ngoyi          | 31 tháng 3 năm 1991  | Trinita         |
| Hậu vệ          |                         |                      |                 |
| 02              | Nicole Bakatupidia      | 15 tháng 9 năm 1988  | Grand Hotel     |
| 03              | Lucie Mengi             | 15 tháng 7 năm 1991  | Force Terrestre |
| 05              | Guyssie Kiuvu           | 5 tháng 2 năm 1988   | Grand Hotel     |
| 06              | Nanu Mafuala            | 22 tháng 7 năm 1988  | Grand Hotel     |
| 11              | Nanouche Lumbu          | 4 tháng 12 năm 1988  | Force Terrestre |
| 18              | Gladdy Shito            | 12 tháng 12 năm 1993 | Source de Kivu  |
| Tiền vệ         |                         |                      |                 |
| 09              | Annette Nshimire        | 10 tháng 10 năm 1988 | Source de Kivu  |
| 12              | Carine Panda            | 20 tháng 2 năm 1990  | Force Terrestre |
| 14              | Odile Kuyangisa         | 1 tháng 1 năm 1989   | Force Terrestre |
| 15              | Christine Bongo         | 24 tháng 7 năm 1988  | Force Terrestre |
| 19              | Ma-Vicky Kutoma         | 2 tháng 3 năm 1993   | Renaissance     |
| Tiền đạo        |                         |                      |                 |
| 04              | Tresorine Nzuzi Vumongo | 11 tháng 10 năm 1988 | Force Terrestre |
| 07              | Oliva Amani             | 22 tháng 8 năm 1988  | Source de Kivu  |
| 08              | Charlene Diantessa      | 23 tháng 8 năm 1990  | Grand Hotel     |
| 10              | Arlette Mafuta          | 3 tháng 9 năm 1988   | Grand Hotel     |
| 13              | Caroline Wanjale        | 12 tháng 12 năm 1993 | Etoile du Matin |
| 17              | Ivonne Malembo          | 9 tháng 4 năm 1989   | Grand Hotel     |
| 21              | Jeanne d'Arc Neema      | 6 tháng 5 năm 1988   | Source de Kivu  |
| Huấn luyện viên |                         |                      |                 |
|                 | Poly Bonganya           |                      |                 |

### Đức
| Số              | Tên                 | Ngày sinh            | Câu lạc bộ             |
| Thủ môn         | Thủ môn             | Thủ môn              | Thủ môn                |
| --------------- | ------------------- | -------------------- | ---------------------- |
| 01              | Alisa Vetterlein    | 22 tháng 10 năm 1988 | 1. FFC Frankfurt       |
| 12              | Desirée Schumann    | 6 tháng 2 năm 1990   | 1. FFC Turbine Potsdam |
| 21              | Jana Burmeister     | 6 tháng 3 năm 1989   | FF USV Jena            |
| Hậu vệ          |                     |                      |                        |
| 02              | Monique Kerschowski | 22 tháng 1 năm 1988  | 1. FFC Turbine Potsdam |
| 03              | Katharina Baunach   | 18 tháng 1 năm 1989  | FC Bayern München      |
| 04              | Josephine Henning   | 8 tháng 9 năm 1989   | 1. FC Saarbrücken      |
| 05              | Carolin Schiewe     | 23 tháng 10 năm 1988 | 1. FFC Turbine Potsdam |
| 14              | Verena Faißt        | 22 tháng 5 năm 1989  | SC Freiburg            |
| 19              | Stefanie Mirlach    | 18 tháng 4 năm 1990  | FC Bayern München      |
| Tiền vệ         |                     |                      |                        |
| 06              | Kim Kulig           | 9 tháng 4 năm 1990   | Hamburger SV           |
| 08              | Nathalie Bock       | 21 tháng 10 năm 1988 | VfL Wolfsburg          |
| 10              | Nadine Keßler       | 4 tháng 4 năm 1988   | 1. FC Saarbrücken      |
| 17              | Marina Hegering     | 17 tháng 4 năm 1990  | FCR 2001 Duisburg      |
| Tiền đạo        |                     |                      |                        |
| 07              | Bianca Schmidt      | 23 tháng 1 năm 1990  | 1. FFC Turbine Potsdam |
| 09              | Isabel Kerschowski  | 22 tháng 1 năm 1988  | 1. FFC Turbine Potsdam |
| 11              | Nicole Banecki      | 3 tháng 9 năm 1988   | FC Bayern München      |
| 13              | Lisa Schwab         | 30 tháng 5 năm 1989  | 1. FC Saarbrücken      |
| 15              | Julia Simic         | 14 tháng 5 năm 1989  | FC Bayern München      |
| 16              | Sylvie Banecki      | 3 tháng 9 năm 1988   | FC Bayern München      |
| 18              | Stephanie Goddard   | 15 tháng 2 năm 1988  | FCR 2001 Duisburg      |
| 20              | Marie Pollmann      | 13 tháng 9 năm 1989  | Herforder SV           |
| Huấn luyện viên |                     |                      |                        |
|                 | Maren Meinert       | 5 tháng 8 năm 1973   |                        |

### Canada
| Số              | Tên               | Ngày sinh            | Câu lạc bộ                     |
| Thủ môn         | Thủ môn           | Thủ môn              | Thủ môn                        |
| --------------- | ----------------- | -------------------- | ------------------------------ |
| 01              | Erin McNulty      | 3 tháng 1 năm 1989   | Florida State (Hoa Kỳ)         |
| 18              | Justine Bernier   | 20 tháng 3 năm 1989  | Alabama (Hoa Kỳ)               |
| 21              | Stephanie Panozzo | 15 tháng 5 năm 1990  | Illinois (Hoa Kỳ)              |
| Hậu vệ          |                   |                      |                                |
| 03              | Shannon Woeller   | 31 tháng 1 năm 1990  | Rutgers (Hoa Kỳ)               |
| 04              | Alexandra Marton  | 28 tháng 4 năm 1990  | Penn State (Hoa Kỳ)            |
| 05              | Myriam Bouchard   | 8 tháng 2 năm 1989   | Virginia Commonwealth (Hoa Kỳ) |
| 11              | Allysha Chapman   | 25 tháng 1 năm 1989  | Louisiana State (Hoa Kỳ)       |
| 20              | Rachael Goulding  | 7 tháng 1 năm 1988   | Ohio (Hoa Kỳ)                  |
| Tiền vệ         |                   |                      |                                |
| 02              | Paige Adams       | 6 tháng 2 năm 1990   | Wisconsin (Hoa Kỳ)             |
| 06              | Taryne Boudreau   | 21 tháng 9 năm 1989  | Louisiana State (Hoa Kỳ)       |
| 07              | Andreanne Gagne   | 22 tháng 9 năm 1988  | Đại học Sherbrooke             |
| 08              | Kaylyn Kyle       | 6 tháng 10 năm 1988  | Đại học Saskatchewan           |
| 10              | Loredana Riverso  | 2 tháng 2 năm 1988   | Purdue (Hoa Kỳ)                |
| 12              | Alyssa Lagonia    | 30 tháng 1 năm 1989  | Đại học Wilfrid Laurier        |
| 13              | Margarita Keimakh | 9 tháng 10 năm 1990  | Wisconsin (Hoa Kỳ)             |
| 14              | Monica Lam-Feist  | 31 tháng 1 năm 1991  | Wisconsin (Hoa Kỳ)             |
| 15              | Anoop Josan       | 22 tháng 4 năm 1988  | Đại học El Paso (Hoa Kỳ)       |
| 17              | Chelsea Stewart   | 28 tháng 4 năm 1990  | Vanderbilt (Hoa Kỳ)            |
| Tiền đạo        |                   |                      |                                |
| 09              | Julie Armstrong   | 12 tháng 3 năm 1990  | Oregon (Hoa Kỳ)                |
| 16              | Jonelle Filigno   | 24 tháng 9 năm 1990  | Rutgers (Hoa Kỳ)               |
| 19              | Karla Schacher    | 17 tháng 11 năm 1988 | Rutgers (Hoa Kỳ)               |
| Huấn luyện viên |                   |                      |                                |
|                 | Ian Bridge        | 18 tháng 9 năm 1959  |                                |

### Nhật Bản
| Số              | Tên              | Ngày sinh            | Câu lạc bộ             |
| Thủ môn         | Thủ môn          | Thủ môn              | Thủ môn                |
| --------------- | ---------------- | -------------------- | ---------------------- |
| 01              | Kobayashi Shiori | 20 tháng 5 năm 1988  | NTV Beleza             |
| 12              | Sugawara Misa    | 25 tháng 5 năm 1988  | Đại học Quốc tế KIBI   |
| 21              | Yamane Erina     | 20 tháng 12 năm 1990 | Academy Fukushima      |
| Hậu vệ          |                  |                      |                        |
| 02              | Isokane Midori   | 29 tháng 10 năm 1988 | Đại học Quốc tế KIBI   |
| 04              | Utsugi Rumi      | 5 tháng 12 năm 1988  | NTV Beleza             |
| 05              | Kobayashi Misaki | 21 tháng 8 năm 1990  | NTV Menina             |
| 14              | Sakuramoto Naoko | 24 tháng 9 năm 1990  | Tokiwagi Gakuen        |
| 15              | Yanai Rina       | 20 tháng 4 năm 1989  | INAC Kobe Leonessa     |
| 16              | Osafune Kana     | 16 tháng 10 năm 1989 | TEPCO Mareeze          |
| Tiền vệ         |                  |                      |                        |
| 03              | Kumagai Saki     | 17 tháng 10 năm 1990 | Tokiwagi Gakuen        |
| 06              | Tanaka Asuna     | 24 tháng 4 năm 1988  | Tasaki Perule FC       |
| 08              | Mari Kawamura    | 12 tháng 12 năm 1988 | Fukuoka J Anclas       |
| 09              | Ataeyama Konomi  | 22 tháng 3 năm 1989  | Albirex Niigata Ladies |
| 10              | Hara Natsuko     | 1 tháng 3 năm 1989   | NTV Beleza             |
| 18              | Koyama Kie       | 13 tháng 10 năm 1988 | Đại học Waseda         |
| 20              | Kado Yuka        | 16 tháng 1 năm 1990  | Okayama Yunogo Belle   |
| Tiền đạo        |                  |                      |                        |
| 07              | Nagasato Asano   | 24 tháng 1 năm 1989  | NTV Beleza             |
| 11              | Goto Michi       | 27 tháng 7 năm 1990  | Tokiwagi Gakuen        |
| 13              | Nakade Hikari    | 6 tháng 12 năm 1988  | Đại học Quốc tế KIBI   |
| 17              | Arimachi Saori   | 12 tháng 7 năm 1988  | Okayama Yunogo Belle   |
| 19              | Sakai Yuki       | 10 tháng 1 năm 1989  | Tasaki Perule FC       |
| Huấn luyện viên |                  |                      |                        |
|                 | Sasaki Norio     |                      |                        |

## Bảng D

### Brasil
| Số              | Tên                                    | Ngày sinh            | Câu lạc bộ            |
| Thủ môn         | Thủ môn                                | Thủ môn              | Thủ môn               |
| --------------- | -------------------------------------- | -------------------- | --------------------- |
| 01              | Viviane Holvel Domingues               | 15 tháng 9 năm 1989  | Corinthians           |
| 12              | Rubiana Suzie Pereira                  | 17 tháng 1 năm 1988  | Santos FC             |
| 21              | Ana Paula Tatarin                      | 17 tháng 8 năm 1988  | Jabora F.C            |
| Hậu vệ          |                                        |                      |                       |
| 02              | Joyce Costa Souza dos Santos           | 27 tháng 5 năm 1988  | Palmeiras             |
| 03              | Ketlen Wiggers                         | 11 tháng 2 năm 1989  | Santos FC             |
| 04              | Alline Miranda Calandrini de Azevedo   | 8 tháng 3 năm 1988   | Santos FC             |
| 05              | Janaína Queiroz Cavalcante             | 2 tháng 4 năm 1988   | Santos FC             |
| 06              | Leah Lynn Gabriela Fortune             | 13 tháng 12 năm 1990 | Team Chicago (Hoa Kỳ) |
| 13              | Estergiane Pereira da Costa            | 9 tháng 7 năm 1990   | Juventude             |
| 14              | Rafaela de Miranda Travalão            | 18 tháng 8 năm 1988  | Botucatu              |
| 15              | Gislaine Cristina Souza da Silva       | 22 tháng 8 năm 1988  | União São José        |
| 16              | Paula Andressa Santiago Baptista Pires | 14 tháng 2 năm 1988  | Corinthians           |
| Tiền vệ         |                                        |                      |                       |
| 07              | Adriane dos Santos                     | 20 tháng 7 năm 1988  | Franca                |
| 08              | Stephane Gomes dos Santos              | 4 tháng 4 năm 1988   | São Bernardo          |
| 10              | Francielle Manoel Alberto              | 18 tháng 10 năm 1989 | Santos FC             |
| 11              | Daiane Moretti                         | 13 tháng 3 năm 1988  | União São José        |
| 18              | Camila Cristina de Oliveira Cruz       | 21 tháng 8 năm 1990  | CEPE-Caxias           |
| Tiền đạo        |                                        |                      |                       |
| 09              | Érika Cristiano dos Santos             | 4 tháng 2 năm 1988   | Santos FC             |
| 17              | Josiane De Freitas Azevedo             | 1 tháng 1 năm 1988   | SAAD E.C.             |
| 19              | Pamela Faria da Silva                  | 3 tháng 9 năm 1989   | Campo Grande A.C.     |
| 20              | Karen Aline Peliçari                   | 27 tháng 9 năm 1989  | AJA Jaguariuna        |
| Huấn luyện viên |                                        |                      |                       |
|                 | Kleiton Lima                           |                      |                       |

### México
| Số              | Tên                | Ngày sinh            | Câu lạc bộ                                      |
| Thủ môn         | Thủ môn            | Thủ môn              | Thủ môn                                         |
| --------------- | ------------------ | -------------------- | ----------------------------------------------- |
| 01              | Erika Vanegas      | 7 tháng 7 năm 1988   | Jalisco                                         |
| 12              | Wendy Espejel      | 3 tháng 7 năm 1990   | Đại học Point Loma Nazarene (Hoa Kỳ)            |
| 20              | Cecilia Santiago   | 19 tháng 10 năm 1994 | Laguna                                          |
| Hậu vệ          |                    |                      |                                                 |
| 02              | Wendoline Ortiz    | 14 tháng 8 năm 1989  | Universidad de Colima                           |
| 03              | Janelly Farias     | 12 tháng 2 năm 1990  | Đại học New Mexico (Hoa Kỳ)                     |
| 04              | Ana Gomez          | 24 tháng 7 năm 1988  | Macro Soccer                                    |
| 13              | Susana Mendoza     | 22 tháng 1 năm 1988  | Universidad de Colima                           |
| 14              | Valeria Hernandez  | 24 tháng 8 năm 1990  | Laguna                                          |
| Tiền vệ         |                    |                      |                                                 |
| 05              | Janet Mendez       | 14 tháng 3 năm 1991  | California University State Long Beach (Hoa Kỳ) |
| 06              | Liliana Mercado    | 22 tháng 4 năm 1992  | Andrea's Soccer                                 |
| 07              | Yalu Mondragon     | 8 tháng 2 năm 1991   | Dragonas Oriente                                |
| 15              | Nayeli Rangel      | 28 tháng 2 năm 1992  | ITESM Monterrey                                 |
| 17              | Liliana Godoy      | 21 tháng 1 năm 1990  | Cruz Azul                                       |
| Tiền đạo        |                    |                      |                                                 |
| 08              | Alejandra Torres   | 29 tháng 9 năm 1989  | Laguna                                          |
| 09              | Charlyn Corral     | 11 tháng 9 năm 1991  | Andrea's Soccer                                 |
| 10              | Dinora Garza       | 24 tháng 1 năm 1988  | Tigres                                          |
| 11              | Stephany Mayor     | 23 tháng 9 năm 1991  | Laguna                                          |
| 16              | Rosaura Gallegos   | 2 tháng 7 năm 1990   | Andrea's Soccer                                 |
| 18              | Claudia Garcia     | 19 tháng 7 năm 1988  | Aztecas                                         |
| 19              | Alina Garciamendez | 16 tháng 4 năm 1991  | Dallas Texans (Hoa Kỳ)                          |
| 21              | Inglis Hernandez   | 17 tháng 9 năm 1990  | Stars Soccer Tijuana                            |
| Huấn luyện viên |                    |                      |                                                 |
|                 | Andrea Rodebaugh   | 8 tháng 10 năm 1966  |                                                 |

### CHDCND Triều Tiên
| Số              | Tên            | Ngày sinh            | Câu lạc bộ  |
| Thủ môn         | Thủ môn        | Thủ môn              | Thủ môn     |
| --------------- | -------------- | -------------------- | ----------- |
| 01              | Kim Un-ju      | 21 tháng 9 năm 1988  | Bình Nhưỡng |
| 18              | Thak Un Mi     | 12 tháng 8 năm 1991  | Rimyongsu   |
| 21              | Choe Hyo Sun   | 1 tháng 7 năm 1989   | 25 tháng 4  |
| Hậu vệ          |                |                      |             |
| 03              | Pak Kuk-hui    | 24 tháng 4 năm 1988  | Wolmido     |
| 05              | Yun Song-mi    | 28 tháng 1 năm 1992  | Bình Nhưỡng |
| 16              | Sin Sol Ryon   | 29 tháng 9 năm 1990  | Amrokgang   |
| 17              | Ri Un-hyang    | 15 tháng 5 năm 1988  | Amrokgang   |
| 19              | Choe Yong Sim  | 13 tháng 10 năm 1988 | Bình Nhưỡng |
| Tiền vệ         |                |                      |             |
| 02              | Kim Hyon Sim   | 27 tháng 7 năm 1990  | Bình Nhưỡng |
| 06              | Kim Chun Hui   | 20 tháng 4 năm 1989  | Rimyongsu   |
| 07              | Ri Ye-gyong    | 26 tháng 10 năm 1989 | Amrokgang   |
| 08              | Kim Chol Mi    | 24 tháng 3 năm 1989  | Bình Nhưỡng |
| 09              | Choe Un-ju     | 23 tháng 1 năm 1991  | Bình Nhưỡng |
| 12              | Ri Jong Sim    | 20 tháng 11 năm 1988 | Amrokgang   |
| 13              | Ri Un Hye      | 3 tháng 11 năm 1988  | 25 tháng 4  |
| 14              | Hwang Song Mi  | 23 tháng 3 năm 1988  | Amrokgang   |
| 15              | Ryom Su Ok     | 27 tháng 3 năm 1988  | Amrokgang   |
| Tiền đạo        |                |                      |             |
| 04              | Kim Hyang Mi   | 19 tháng 10 năm 1991 | Kaesong     |
| 10              | Ri Hyon Suk    | 20 tháng 7 năm 1989  | Rimyongsu   |
| 11              | Ra Un-sim      | 2 tháng 7 năm 1988   | Amrokgang   |
| 20              | Cha Hu Nam     | 2 tháng 3 năm 1989   | Amrokgang   |
| Huấn luyện viên |                |                      |             |
|                 | Choe Kwang Sok |                      |             |

### Na Uy
| Số              | Tên                     | Ngày sinh           | Câu lạc bộ        |
| Thủ môn         | Thủ môn                 | Thủ môn             | Thủ môn           |
| --------------- | ----------------------- | ------------------- | ----------------- |
| 01              | Runa Barli              | 20 tháng 1 năm 1988 | Trondheims-Ørn SK |
| 12              | Ingrid Thorbjørnsen     | 27 tháng 3 năm 1990 | Medkila IL        |
| 21              | Marthe Kvaale           | 22 tháng 1 năm 1989 | Røa IL            |
| Hậu vệ          |                         |                     |                   |
| 02              | Astrid Grøttå Ree       | 22 tháng 9 năm 1989 | Klepp IL          |
| 03              | Caroline Walde          | 6 tháng 2 năm 1989  | Arna-Bjørnar      |
| 04              | Marita Skammelsrud Lund | 29 tháng 1 năm 1989 | Team Strømmen FK  |
| 05              | Gunhild Herregården     | 26 tháng 1 năm 1989 | Røa IL            |
| 18              | Ingrid Ryland           | 29 tháng 5 năm 1989 | Arna-Bjørnar      |
| Tiền vệ         |                         |                     |                   |
| 06              | Ingrid Moe Wold         | 29 tháng 1 năm 1990 | Gjøvik FK         |
| 07              | Maren Mjelde            | 6 tháng 11 năm 1989 | Arna-Bjørnar      |
| 08              | Isabell Herlovsen       | 23 tháng 1 năm 1988 | Kolbotn IL        |
| 14              | June Tårnes             | 2 tháng 9 năm 1990  | Fløya IF          |
| 15              | Tina Wulf               | 4 tháng 5 năm 1988  | Trondheims-Ørn SK |
| 16              | Katrine Andresen        | 3 tháng 1 năm 1989  | Kattem IL         |
| Tiền đạo        |                         |                     |                   |
| 09              | Ingvild Isaksen         | 10 tháng 2 năm 1989 | Kolbotn IL        |
| 10              | Ida Elise Enget         | 14 tháng 1 năm 1989 | Team Strømmen FK  |
| 11              | Elise Thorsnes          | 14 tháng 8 năm 1988 | Arna-Bjørnar      |
| 13              | Marita Eide             | 15 tháng 3 năm 1990 | Trondheims-Ørn SK |
| 19              | Oda B. Fugelsnes        | 3 tháng 7 năm 1990  | Trondheims-Ørn SK |
| 20              | Kristine W. Hegland     | 8 tháng 8 năm 1992  | Arna-Bjørnar      |
| Huấn luyện viên |                         |                     |                   |
|                 | Jarl Torske             |                     |                   |